# Pilosella aequimontis
Pilosella aequimontis là một loài thực vật có hoa trong họ Cúc. Loài này được (Gottschl. & Meierott) miêu tả khoa học đầu tiên.